# 水野忠鼎
水野 忠鼎（みずの ただかね）は、江戸時代中期から後期にかけての大名。肥前国唐津藩2代藩主。忠元系水野家9代。水野忠邦の祖父である。

## 略歴
延享元年（1744年）、安芸国広島藩6代藩主・浅野宗恒の次男として誕生する。明和4年（1767年）9月18日、唐津藩初代藩主・水野忠任の養子となる。同年11月1日、10代将軍・徳川家治に拝謁する。同年12月16日、従五位下・左近将監に任官する。安永4年（1775年）9月23日、忠任の隠居により、家督を継いだ。
安永8年（1779年）8月12日、幕府の奏者番に就任した。藩政においては二本松義廉を登用して財政改革を行なったが、天明の大飢饉に見舞われて失敗に終わった。享和元年（1801年）に藩校・経誼館を設置している。
文化2年（1805年）9月5日、長男の忠光に家督を譲って隠居し、文政元年（1818年）に死去した。享年75。
墓所は茨城県結城市大字山川新宿の山川水野家墓所（菩提寺の旧万松寺内にあった墓所で初代忠元から11代忠邦までの11基の墓のみが残る）。

## 系譜
父母
- 浅野宗恒（実父）
- 和泉 ー 側室（実母）
- 水野忠任（養父）

正室
- 袖 ー 水野忠任の養女（水野忠辰の娘）

子女
- 水野忠光（長男）生母は袖（正室）
- 内藤正国[2]（四男）
- 水野忠方
- 水野忠寛
- 米倉昌俊[3]（九男）
- 内藤政環[4]（十男）
- 久（次女） ー 石川総師正室
- 美尾 ー 水野貞利正室後に片桐貞彰正室
- 栄 ー 大岡忠正正室
- 琴 ー 水野忠純室